# São Sebastião, São Paulo
São Sebastião (portugisiska för Heliga Sebastian) är en stad och kommun på sydostkusten i Brasilien, i delstaten São Paulo. Folkmängden i kommunen uppgick år 2014 till cirka 82 000 invånare. Den grundades 1636 och är idag mest känd för sina stränder och turism.

## Administrativ indelning
Kommunen var år 2010 indelad i tre distrikt:
- Maresias
- São Francisco da Praia
- São Sebastião